# Ivan Milhiet
Ivan Milhiet, né le 31 janvier 1973 à Limoges et mort le 2 avril 2009 dans le 12e arrondissement de Paris, est un tubiste français. Ce spécialiste de l'euphonium a joué au sein des plus grandes formations.

## Biographie

### Carrière
Né dans une famille de musiciens en Limousin, Ivan Milhiet choisit très tôt le saxhorn et commence ses études auprès de Jean Jeudi, professeur de trombone. Il n'a que treize ans lorsqu'il monte à Paris pour travailler avec un spécialiste, Philippe Fritsch.
Deux ans plus tard seulement, il intègre le Conservatoire national supérieur de musique et de danse de Paris, où il obtient le premier prix d'euphonium et le premier prix de musique de chambre, dans la classe de Fernand Lelong.
Lauréat du Concours International de Guebwiller, il assure les fonctions de professeur assistant au Conservatoire national supérieur de musique et de danse de Lyon auprès de Melvin Culbertson.
Ivan Milhiet s'est perfectionné auprès de Robert Childs, découvrant la tradition anglaise de son instrument.
Il est reçu en 1991 à la Musique des gardiens de la paix, dans un premier temps à la batterie fanfare, puis à l'orchestre d'harmonie. Il jouera de nombreuses fois en soliste avec cette formation, notamment le concerto pour euphonium de Vladimir Cosma.
Il a régulièrement été invité au sein des grandes formations françaises (Orchestre de l'Opéra de Paris, Orchestre Philharmonique de Radio-France, Orchestre National de France, Orchestre de Paris), se produisant dans les grands solos du répertoire, comme Les tableaux d'une exposition de Modeste Moussorgski ou la 7e Symphonie de Gustav Mahler, sous la direction de chefs prestigieux : Charles Dutoit, Eliahu Inbal, Riccardo Muti, Georges Prêtre…
Ivan Milhiet a défendu un répertoire original mariant la sonorité chaleureuse de l'euphonium à l'accordéon, au Brass Band ou à l'orchestre d'harmonie. Il a suscité l'intérêt de compositeurs contemporains, tels que Thierry Escaich, Mico Nissim ou Marc Steckar.

### Mort
Mort en avril 2009 dans le 12e arrondissement de Paris à l'âge de 36 ans des suites d'une longue maladie, Ivan Milhiet laisse une œuvre importante malgré une courte carrière. Les nombreux hommages rendus après sa disparition en témoignent. Il est enterré au cimetière du Père-Lachaise (11e division).

## Créations
- Marc Steckar - Euphonie, concerto pour euphonium créé en 1984 avec l'Orchestre d'Harmonie du Havre.
- Jean-Jacques Charles - Quatre danses pour euphonium créées avec Mistral Orchestra, sous la direction du compositeur, à Drancy.

## Discographie
- Inouï -  Ivan Milhiet (euphonium), Frédéric Guérouet (accordéon) : œuvres de Monti, Piazzola, Mico Nissim, Thierry Escaich, Vivaldi, Vladimir Cosma. CD Distri Classic  (EAN 3700100840021)
- Métamorphose - Ivan Milhiet (euphonium), Emmanuelle Bartoli (piano) : œuvres de Schumann, Piazzolla, Marin Marais, Scriabin, Girard, Bitsch. CD Distri Classic  (EAN 3700100840038)
- Accents Graves - Ivan Milhiet (euphonium), Musique des gardiens de la paix de Paris : œuvres de Vladimir Cosma, Jérôme Naulais (création mondiale), CD Distri Classic  (EAN 3700100840090)
- Evolutiv Brass : quatuor de cuivres (Mercier-Milhiet-Valade-Thuillier) (autoprod)